# Daode (socken i Kina, Inre Mongoliet, lat 43,71, long 120,42)
Daode (kinesiska: 道德, 道德苏木) är en socken i Kina. Den ligger i den autonoma regionen Inre Mongoliet, i den norra delen av landet, omkring 790 kilometer nordost om regionhuvudstaden Hohhot.
Genomsnittlig årsnederbörd är 485 millimeter. Den regnigaste månaden är juni, med i genomsnitt 121 mm nederbörd, och den torraste är januari, med 4 mm nederbörd.